# Асанкхейя
Асанкхейя (IAST: asankhyeya, санскр. असंख्येय, кит. 阿僧祇 «асэнци» — неисчислимый) — число, изображаемое единицей со 140 нулями, 10140 (100 квинквадрагинтиллионов по длинной шкале).
Асанкхейя — индуистское и буддийское название числа 10140 или, как показано в Аватамсака-сутре, числа 10a·2b, значения a и b в записи которого различаются в разных переводах:
- a = 5, b = 103 — в переводе Буддхабхадры;
- a = 7, b = 103 — в переводе Шиксхананды;
- a = 10, b = 104 — в переводе Томаса Клири (делает ошибки в вычислениях).

Слово асанкхейя пришло из санскрита и часто появляется в буддистских текстах. Например, говорят, что Будда Шакьямуни практиковался в течение трёх великих кальпа длиною в асанкхейю, прежде чем стать Буддой. Одно из значений слова — «бесчисленный».
В санскрите слово означает «неисчислимый» в значении «бесконечный». Также оно является титулом Вишну и Шивы. В Вишну-сахасранама этим словом назван некий «Asankyeyo-aprameyaatmaa» — некто, имеющий несчётное число имён и форм.
Это число встречается в известном джайнистском трактате Джайна-сутры, относящемся к 100 году до н. э. Считается, что этому числу равно количество космических циклов, необходимых для обретения нирваны.